# Franz Burgmeier
Franz Burgmeier (nació el 7 de abril de 1982) es un futbolista de Liechtenstein que juega como mediocampista para el FC Vaduz en la Super Liga Suiza. Nacido en Triesen, Burgmeier fue un futbolista floreciente y entusiasta, hasta que renunció a este último deporte a los 16 años después de una lesión grave. Después de haber sido un jugador de la cantera para FC Triesen, comenzó su carrera profesional en Vaduz. Burgmeier ganó varias Copas Lichtensteiniana con el FC Vaduz, que fueron promovidos a la Challenge League Suiza en 2001, y jugó en la UEFA Europa League. Después de dos intentos fallidos de lograr el ascenso a la Super Liga Suiza, Burgmeier se fue al FC Aarau en 2005. Pasó solo una temporada con FC Aarau, luego se trasladó al FC Basel en 2006. Sus dos temporadas con el FC Basel se divide por un préstamo hechizo con FC Thun. Luego de mudó a Inglaterra para jugar con Darlington en agosto de 2008, donde jugó un año.
Burgmeier ha jugado 89 partidos con la Selección Lichtensteiniana y anotó nueve goles. Él es un jugador diestro, que podrá ser un centro campista izquierdo o lateral izquierdo, con la capacidad de ofrecer buen juego. Hizo su debut internacional en 2001 contra España, y tres años más tarde anotó uno de los goles que ayudó a conseguir el primer punto en los partidos de la Clasificación para la Copa Mundial de Fútbol.

## Goles como internacional
| # | Fecha      | Lugar                                                  | Rival             | Gol | Resultado | Competición                                          |
| - | ---------- | ------------------------------------------------------ | ----------------- | --- | --------- | ---------------------------------------------------- |
| 1 | 30-04-2003 | Rheinpark Stadion, Vaduz, Liechtenstein                | Arabia Saudita    | 1-0 | 1-0       | Amistoso                                             |
| 2 | 20-08-2003 | Rheinpark Stadion, Vaduz, Liechtenstein                | San Marino        | 2-0 | 2-2       | amistoso                                             |
| 3 | 09-10-2004 | Rheinpark Stadion, Vaduz, Liechtenstein                | Portugal          | 1-2 | 2-2       | Clasificación para la Copa Mundial de Fútbol de 2006 |
| 4 | 13-10-2004 | Estadio Josy Barthel, Ciudad de Luxemburgo, Luxemburgo | Luxemburgo        | 2–0 | 4–0       | Clasificación para la Copa Mundial de Fútbol de 2006 |
| 5 | 13-10-2004 | Estadio Josy Barthel, Ciudad de Luxemburgo, Luxemburgo | Luxemburgo        | 4–0 | 4-0       | Clasificación para la Copa Mundial de Fútbol de 2006 |
| 6 | 24-03-2007 | Rheinpark Stadion, Vaduz, Liechtenstein                | Irlanda del Norte | 1–3 | 1-4       | Clasificación para la Eurocopa 2008                  |
| 7 | 26-03-2008 | Estadio Nacional Ta' Qali, La Valeta, Malta            | Malta             | 1–4 | 1-7       | Amistoso                                             |
| 8 | 21-05-2014 | Rheinpark Stadion, Vaduz, Liechtenstein                | Bielorrusia       | 1–5 | 1-5       | Amistoso                                             |
| 9 | 15-11-2014 | Estadio Zimbru, Chisináu, Moldavia                     | Moldavia          | 1–0 | 1-0       | Clasificación para la Eurocopa 2016                  |

## Vida personal
Burgmeier nació en Triesen, Liechtenstein, un pequeño pueblo con una población de 4500 , cerca de la frontera con Suiza. Él es el hijo menor de Heinz y Elsbeth Burgmeier, siguiendo Patrick Burgmeier, que jugó al fútbol para FC Vaduz y USV Eschen/Mauren. Desde muy joven, Franz jugó al fútbol y esquió. Jugó en el equipo juvenil de Liechtenstein en competiciones suizas de edades 11 a 16, ganando el campeonato cuando él tenía 13 años. Sin embargo, a los 16 años, una lesión en la rodilla, que sufrió mientras esquiaba, casi terminó su carrera en el fútbol.

## Carrera

### FC Vaduz
Burgmeier comenzó como un joven en FC Triesen antes de trasladarse a FC Vaduz en 2000. Aunque está basado en su país natal, como todos los clubes de Liechtenstein, el FC Vaduz juega la Super Liga Suiza en ese momento en la tercera división, pero también compitió en la Copa de Liechtenstein. En la primera temporada de Burgmeier el equipo logró el ascenso a la Challenge League y ganó la Copa de Liechtenstein con una derrota por 9-0 contra FC Ruggell en la final. Él anotó su primer gol en el nivel más alto, el 31 de julio de 2001, en un juego aplazado de la primera prueba de la temporada, que terminó en una victoria por 4-1 ante el FC Thun. Sin embargo, FC Vaduz terminó en el puesto número 11 en la temporada de otoño, antes de que los resultados mejoraron y terminaron en segundo lugar en la mesa final, evitando ser relegado. El equipo también defendió con éxito la Copa de Liechtenstein derrotando al USV Eschen/Mauren por 6-1 en la final.
El éxito de FC Vaduz en la copa de su país asegurada EL acceso a la UEFA Europa League, y en agosto de 2002, Burgmeier anotó su primer gol europeo durante un 1-1 con Livingston de Escocia que debutaba en un partido por competición europea. En el partido de vuelta, FC Vaduz había un gol anulado durante un 0-0, por lo que salió en la fase de clasificación para el tercer año consecutivo, perdiendo en la regla de goles de visitante. FC Vaduz encabezó la tabla de la temporada de otoño de esa temporada, pero no pudo ganar la promoción al Super Liga Suiza después de terminar cuarto en la final de la Liga. Su fracaso fue compensado con una nueva victoria en la Copa de Liechtenstein, esta vez derrotando FC Balzers en la final.
En junio de 2003, fue puesto para unirse a FC St. Gallen; sin embargo, nunca acordaron porque el equipo Lichtensteiniano no pudo pagar la cuota de transferencia. En su lugar, comenzó con FC Vaduz, que llegó más cerca de obtener la promoción, pero fueron de nuevo sin éxito después de haber perdido en el partido de play-off de promoción. Burgmeier anotó uno de los goles en el partido de vuelta contra el Neuchâtel Xamax FC, pero no alcanzó para asegurar los dos partidos, y FC Vaduz quedó en la Challenge League. A pesar de su lado la defensa de su Copa de Liechtenstein, el FC Vaduz perdió en la final.
Sin embargo, su éxito llevó al Vaduz a otra UEFA Europa League, que dio lugar a su primera victoria en la competición con una victoria global de 4-2 en contra Longford Town FC en julio de 2004. Burgmeier anotó su segundo gol Europeo en la victoria por 3-2 el partido de vuelta, antes de que fueran derrotados en la segunda ronda de clasificación para el lado KSK Beveren belga, en el que resultó herido y le obligó a someterse a una operación de rodilla y que se pierda el primer mes de la liga de la temporada. FC Vaduz repitió sus esfuerzos a nivel nacional, derrotando USV Eschen/Mauren en la taza y alcanzar el juego de play off de promoción. Sin embargo, fueron derrotados por FC Schaffhausen y se quedaron con sólo diez jugadores con contratos de seguros para la temporada siguiente. Burgmeier mismo dejó EL Vaduz después de cinco años con el club, en el que jugó 115 partidos de liga y marcó 27 goles.

### FC Aarau
Burgmeier, en cambio, se trasladó al FC Aarau suizo. Su debut fue en la derrota por 2-0 de la liga en FC Thun, antes de ser sustituido cerca del final de la segunda parte. Aarau estaban en la Super Liga Suiza, y terminó séptimo en la única temporada de Burgmeier con el club, en el que jugó 35 partidos de Liga. Su único gol en la liga llegó en la segunda ronda de partidos contra FC St. Gallen, pero también anotó en los dos las primeras dos rondas de los primeros partidos de la Copa Suiza. Su forma con FC Aarau Hizo que Burgmeier ganara el premio al mejor futbolista de Liechtenstein del año, un punto por delante de su compañero internacional Mario Frick, y también le valió un pase al FC Basel, para quien firmó un contrato de tres años.

### FC Basel
El primer papel de Burgmeier con FC Basel era jugar ante el alemán FC Köln en el cual triunfaron por 2-1. FC Basel había terminado la temporada anterior como subcampeón de la liga detrás de FC Zürich Y así se clasificó para la UEFA Europa League de la temporada siguiente. Burgmeier hizo su debut en Basel en la competencia, y este derrotó al FC Tobol de Kazajistán por 3-1 el 13 de julio, antes de ser reemplazado por Scott Chipperfield. El partido de vuelta terminó en un empate, el envío a través de Basel a la segunda ronda de clasificación, empate que dio Burgmeier la oportunidad de regresar a FC Vaduz. Él era un sustituto en los dos partidos pero como su nuevo equipo ganó por goles de visitante. Se pasó a clasificarse para la fase de grupos, en la que acabó último de su división, con dos puntos en cuatro partidos. Burgmeier anotó su primer gol con su nuevo club en la victoria por 4-2 como visitante contra FC Sion, pero solo quedó detrás de FC Zürich en la tabla de posiciones, esta vez por un punto. Su decepción fue compensada por un tiempo extra la victoria sobre FC Luzern en la final de la Copa Suiza.
Burgmeier se lesionó el tobillo en el inicio de la temporada 2007-08, y después de jugar sólo cuatro partidos de Liga, FC Thun lo firmó en un préstamo de seis meses en enero de 2008. Él jugó 17 veces para Thun, que acabó último de la Super Liga Suiza. FC Thun también fue eliminado de la Copa Suiza en las semifinales. El 13 de julio de 2008, su contrato con el FC Basel se terminó antes de que le permite encontrarse a sí mismo un nuevo club después de las apariencias sólo 23 de la liga porque fue visto excedentes de sus necesidades de gerente Christian Gross.

### Darlington Football Club
Mientras jugaba para Liechtenstein contra Inglaterra en el Old Trafford en 2003 por la Clasificación para la Eurocopa 2004, Burgmeier fue descubierto por Max Houghton. Aunque Liechtenstein perdió 2-0, Houghton quedó impresionado por la resistencia y el esfuerzo de Burgmeier. Cuando Burgmeier fue liberado por FC Basel en 2008, Houghton, entonces de 12 años, sugirió a su abuelo, George Houghton, quien fue presidente del Darlington. Después de una prueba exitosa, Burgmeier, que estaba dispuesto a trasladarse al extranjero, fue firmado por este club en un contrato de un año, a finales de agosto de 2008 para convertirse en el primer lichtensteiniano en jugar en Inglaterra.
Burgmeier hizo su debut el 23 de agosto, en una derrota por 2-1 ante el Gillingham en el Darlington Arena. Él anotó su primer gol para Darlington en la victoria por 2-1 contra Port Vale Football Club el 13 de septiembre. El entrenador Dave Penney elogió a Burgmeier por su inicio en el club, tanto como un goleador y creador, que también le ayudó a jugar a su manera en el afecto de los seguidores del club. Le llevó más allá del récord del club tres tapas del canadiense Jason de Vos y el neozelandés Adrian Webster, con un entrenador de carga de los fanes de Darlington allí para verlo jugar en el Estadio del Milenio. Su siguiente etapa era la FA Cup y la Conference North donde Darlington jugó contra Droylsden FC, en el que fueron derrotados.
Campaña de promoción de Darlington recibió un golpe en febrero de 2009, cuando el presidente del club George Houghton puso el club en la administración. Como resultado, el club se dedujeron 10 puntos, una sanción de la que no podían recuperar finalmente terminando 12º. Burgmeier terminó con dos goles durante la temporada después de haber jugado 35 partidos , pero al igual que el resto de la plantilla de juego, se le dijo que podía encontrar un nuevo club por los administradores de Darlington

### Regreso al Vaduz
A raíz de los problemas financieros de Darlington, Burgmeier regresó a su casa a Liechtenstein y firmó con su antiguo equipo, el FC Vaduz en un contrato de un año después del final de la temporada 2008-09 y hasta ahora permanece allí, en la temporada 2013-14 logró ascender a la Super Liga Suiza.

### Clubes
| Club                     | País          | Años          |
| ------------------------ | ------------- | ------------- |
| FC Triesen               | Liechtenstein | 1999-2000     |
| FC Vaduz                 | Liechtenstein | 2000-2005     |
| FC Aarau                 | Suiza         | 2005-2006     |
| FC Basel                 | Suiza         | 2006-2008     |
| FC Thun (cedido)         | Suiza         | 2007-2008     |
| Darlington Football Club | Inglaterra    | 2008-2009     |
| FC Vaduz                 | Liechtenstein | 2009-presente |

## Palmarés

### Campeonatos nacionales
| Título                | Club     | País          | Año       |
| --------------------- | -------- | ------------- | --------- |
| Copa de Liechtenstein | FC Vaduz | Liechtenstein | 2000-2001 |
| Copa de Liechtenstein | FC Vaduz | Liechtenstein | 2001-2002 |
| Copa de Liechtenstein | FC Vaduz | Liechtenstein | 2002-2003 |
| Copa de Liechtenstein | FC Vaduz | Liechtenstein | 2003-2004 |
| Copa de Liechtenstein | FC Vaduz | Liechtenstein | 2004-2005 |
| Copa Suiza            | FC Basel | Suiza         | 2006-2007 |
| Copa de Liechtenstein | FC Vaduz | Liechtenstein | 2009-2010 |
| Copa de Liechtenstein | FC Vaduz | Liechtenstein | 2010-2011 |
| Copa de Liechtenstein | FC Vaduz | Liechtenstein | 2011-2012 |
| Copa de Liechtenstein | FC Vaduz | Liechtenstein | 2012-2013 |
| Challenge League      | FC Vaduz | Suiza         | 2013-2014 |
| Copa de Liechtenstein | FC Vaduz | Liechtenstein | 2013-2014 |

### Campeonatos amistosos internacionales
| Título   | Club     | Continente | Año  |
| -------- | -------- | ---------- | ---- |
| Uhrencup | FC Basel | Europa     | 2006 |

### Títulos individuales
| Título                                 | Año       |
| -------------------------------------- | --------- |
| Liechtensteiner Footballer of the Year | 2005-2006 |